# Peter Stuyvesant
Peter Stuyvesant (ur. ok. 1612 w Peperdze, zm. sierpień 1672 w Nowym Jorku) – dyrektor generalny Nowej Holandii w latach 1647–1664.

## Wiadomości ogólne
Był synem duchownego z Fryzji. Służył w Indiach Zachodnich, następnie został gubernatorem Curaçao, stracił nogę w nieudanym ataku na portugalską wyspę St. Martin. Do Holandii wraca w 1644 r. Mianowany dyrektorem generalnym Nowej Holandii, składa przysięgę na swój urząd 28 lipca 1646, i przybywa do Nowego Amsterdamu 11 maja 1647. Wkrótce po inauguracji, 27 maja organizuje Radę i zakłada „Sąd Sprawiedliwości”. Ogłasza także powszechne wybory 18 delegatów, z których gubernator i jego Rada wybierają zarząd złożony z 9 członków o charakterze doradczym.

## Nowa Holandia
Wśród jego pierwszych obwieszczeń była odezwa o ścisłym przestrzeganiu Niedzieli jako dnia świętego, zakazanie sprzedaży alkoholu i broni palnej Indianom, ochrona dochodów kolonii poprzez zwiększenie podatku na towary importowane. Próbował także wznosić domy i oberże o wyższym standardzie, zorganizował coroczne targi bydła, zaangażował się także w założenie szkół publicznych. Jednym z pierwszych poczynań nowego gubernatora było wejście w porozumienie z innymi koloniami poprzez wzgląd na ważną kwestię osadnictwa na terenach przygranicznych; Nowa Anglia nie zgodziła się na warunki zaproponowane przez Stuyvesanta. Został także uwikłany w kontrowersyjną sprawę gubernatora Connecticut Teophilusa Eatona, co było związane z żądaniami Holendrów dotyczącymi problemu holenderskiej jurysdykcji na tym terenie. 
W roku 1648 narasta konflikt pomiędzy nim a Brantem Arentem Van Slechtenhorstem, komisarzem młodych właścicieli ziemskich z rejonu Rensselaerswyek i Beverswick, Stuyvesant był człowiekiem nie respektującym feudalnych przywilejów stojących w sprzeczności z jego władzą a zagwarantowanych statutem z 1629 r. W roku 1649 Stuyvesant wkracza do Fortu Orange z ochroną w postaci oddziału wojska, i nakazuje wyburzenie niektórych domów w celu zapewnienie lepszej obronności w wypadku ataku Indian, rozkazuje także zabranie tarcicy ze składów drewna właścicieli ziemskich na naprawę wałów obronnych. Van Slechtenhorst odmawia wykonania polecenia Stuyvesanta, więc gubernator wysyła pluton żołnierzy w celu wyegzekwowania nakazu. W rezultacie tego zajścia komisarz zachował swoje uprawnienia a nowy gubernator traci na swojej popularności Pierwsze dwa lata jego rządów były raczej nieudane. Miał on nadal poważne problemy z właścicielami ziemskimi którzy przeszkadzali w handlu i nie uznawali władzy dyrektora generalnego, uwikłał się także w spory z Radą, która wysłała delegację do Hagi aby złożyć Stanom Generalnym oświadczenie o stanie kolonii. To oświadczenie zostało opublikowane w „ Vertoogh van Nieuw Netherlandt” (Haga, 1650). Stany Generalne nakazują Stuyvesantowi aby się udał do kraju osobiście; co nie zostało jednak zatwierdzone przez Amsterdamską izbę handlową, i Stuyvesant odmówił zastosowania się do polecenia.

## Nowa Szwecja
We wrześniu 1650 r. w Hartford odbyło się spotkanie komisarzy granicznych, na które udał się też Stuyvesant. Linie graniczne tam ustalone nie usatysfakcjonowały jednak Holendrów, którzy twierdzili, że gubernator odstąpił terytoria na których można by założyć 50 kolonii o powierzchni 50 mil kwadratowych każda. Stuyvesant stawał się coraz bardziej wyniosły w traktowaniu swoich oponentów i zagroził nawet rozwiązaniem Rady. Kształt rady miejskiej został ostatecznie ustalony w Holandii i nazwa nowego miasta Nowy Amsterdam została oficjalnie ogłoszona 2 lutego 1653 r. Stuyvesant wygłosił mowę na tę okazję, wiedząc dobrze że jego władza pozostanie nie umniejszona. Gubernator został teraz wezwany znowu do Holandii, ale rozkaz został wkrótce odwołany z powodu wypowiedzenia wojny Anglii. Stuyvesant przygotował się do ataku nakazując podwładnym budowę kanału od North River do East River i postawienie nowych wałów. W 1655 r. udaje się on do Delaware na czele floty złożonej z siedmiu transportowców i bierze w posiadanie kolonię Nowa Szwecja, którą nazywa Nowy Amstel.

## Koniec rządów
Podczas jego nieobecności Nowy Amsterdam został zdewastowany przez Indian, ale jego powrót przywrócił pewność kolonistom. Mimo że zorganizował milicję i ufortyfikował miasto, uspokoił wrogie plemiona głównie dzięki łagodnemu traktowaniu. W roku 1653 zebranie, w skład którego wchodziło po dwóch delegatów z każdej miejscowości w Nowej Holandii, zażądało reform. Stuyvesant nakazuje rozejść się zgromadzeniu mówiąc „wywodzimy swoją władzę od Boga i od Kompanii a nie od kilku poddanych”. Duch oporu mimo tego wzrasta jeszcze bardziej i narusza inne kolonie z pustymi zasobami pieniężnymi, co zaczyna niepokoić gubernatora. W roku 1664 Karol II odstępuje bratu księciu Yorku duże terytoria zawierające Nową Holandię; następnie pojawiają się cztery angielskie statki z 450 ludźmi dowodzonymi przez kapitana Richarda Nichollsa, które biorą w posiadanie zatokę. 30 sierpnia sir George Cartwright dostarcza gubernatorowi wezwanie do poddania się obiecując zachowanie życia, majątku i wolności tym wszystkim, którzy uznają władzę króla angielskiego. Stuyvesant przeczytał list przed dostarczeniem go Radzie a następnie podarł go obawiając się jednomyślności jej członków. Tłum, który zebrał się wokół ratusza pozdrowił go okrzykami „List!, list!” wtedy Stuyvesant wrócił do sali obrad Rady, zebrał kawałki listu który podarł, a następnie podał je burmistrzowi i polecił mu zrobić to co życzą sobie ludzie. Wysłał do Nichollsa wyzywającą odpowiedź i nakazał oddziałom przygotować się do ataku, ale krzyknął do delegacji obywateli aby nie przelewali niewinnej krwi i podpisał 9 września 1664 r. w swoim domu w Bouwerie traktat oddający Nową Holandię w posiadanie królowi angielskiemu Karolowi II. Burmistrz ogłosił Nichollsa gubernatorem a miasto zostało nazwane Nowy Jork. 

## Starość
W 1665 r. Stuyvesant wyjeżdża do Holandii aby złożyć raport z oddania kolonii i pracuje nad tym by król podpisał traktat wraz z szóstym artykułem który gwarantował wolny handel. W czasie jego rządów obroty handlowe bardzo wzrosły, kolonia dostała przywilej handlu z Brazylią w 1648 r., z Afryką w celu dostarczenia niewolników w 1652 r., i z innymi portami zagranicznymi w 1659 r. Stuyvesant bez powodzenia próbował wprowadzić nowe monety do obiegu i założyć mennicę w Nowym Amsterdamie. Był konserwatystą zarówno w sprawach kościelnych jak i państwowych oraz nietolerancyjny co wyrażało się w odmowie wprowadzenia wolności religijnej. Nie pozwolił na posiadanie własnego domu spotkań luteranom, którzy tworzyli w Nowym Amsterdamie dużą społeczność, wydalił ich przywódcę z kolonii, często karał za przestępstwa religijne stosując grzywny i kary więzienia. Gdy wrócił z Holandii po kapitulacji zamieszkał i spędził resztę swojego życia na swojej 62-akrowej farmie poza miastem która nosiła nazwę „Bouwerie”, za którą rozciągały się lasy i bagna aż do małej wioski Haarlem.